# Amalafrid
Amalafrid (latină: Amalafridas, greacă: 'Αμαλαφρίδας}} ) a fost fiul ultimului rege al thuringienilor Hermanafrid și al soției acestuia, Amalaberga, fiică a Amalafridei și nepoată a regelui Theodoric cel Mare al ostrogoților.
După cucerirea reședinței thuringienilor de la Scithingi (astăzi, Burgscheidungen) în fața regelui francilor Metz, Theuderic I în 531, Amalaberga a găsit refugiu pe lângă regele ostrogot Theodahad, fratele ei, împreună cu Amalafrid și cu sora acestuia, Rodelinda. Ei au fost capturați de către generalul bizantin Belisarie și trimiși la Constantinopol, odată cu regele ostrogot capturat de trupele bizantine din Italia, Vitiges (sau Wittigis). Împăratul Iustinian I l-a făcut pe Amalafrid general și a căsătorit-o pe sora sa Rodelinda cu regele Audoin al longobarzilor.
Atunci când longobarzii au făcut apel la împăratul Iustinian pentru a-i ajuta împotriva gepizilor, basileul a trimis o armată sub comanda următorilor: Iustin și Iustinian, fiii vărului său Germanus; Aratius (căpetenie armeană) și Suartuas (fost conducător al herulilor); și Amalafrid. Primii dintre aceștia au rămas în Ulpiana (Iliria), pentru a se implica într-o dispută religioasă a creștinilor din regiune, Amalafrid fiind cel care a condus armata imperială împotriva gepizilor. Dat fiind că regele Audoin a trimis ulterior mesageri pe lângă Iustinian pentru a se plânge de lipsa de ajutor, acesta pare să fie un indiciu că doar o foarte mică parte din armata inițială a ajuns la destinație. În orice caz, Amalafrid și trupele longobarde ale lui Audoin au obținut o victorie majoră asupra gepizilor.
Amalafrid a avut un fiu, Artachis,), însă nu se cunoaște nimic despre soarta acestuia.